# Alton (New Hampshire)
Alton – miasto w Stanach Zjednoczonych, w stanie New Hampshire, w hrabstwie Belknap.